# 레옹스와 레나
레옹스와 레나(독일어: Leonce und Lena, 영어: Leonce and Lena, 1836년 초여름∼?)는 게오르크 뷔히너(1813~1837년)의 작품 중 그 소재를 역사에서 취하지 않은 유일한 작품이다. 이 작품은 뷔히너가 독일의 한 유수 출판사가 주관하는 현상모집에 응모할 생각으로 집필했지만 송고(送稿)가 기일 내에 이루어지지 못해 미개봉된 채 반송된 작품이다. ＜보이체크＞와 ＜당통의 죽음＞이 비극작품이라면 이 작품은 작가 자신이 밝히고 있듯이 희극작품이다. 그러나 엄밀하게 정의 하자면 이 작품은 대부분의 현대 희극이 그러하듯이 희비극이다. 그도 그럴 것이 이 작품 텍스트의 ‘기표’는 희극적이지만 ‘기의’는 비극성을 띠고 있기 때문이다. 다시 말해 이 작품에 등장하는 주요 인물들의 언어와 행동은 희극적이지만, 이들 언어와 행동 뒤에 감추어진 여백, 즉 행간에서는 비극적인 상황이 읽혀진다. 좀 더 엄밀하게 말하면, 이들 언어와 행동이 희극적이면 희극적일수록 행간의 이야기는 그만큼 더 비극성을 띤다.